# لیگ برتر فوتبال روسیه
لیگ برتر فوتبال روسیه (به روسی: Российская футбольная премьер-лига) دسته برتر فوتبال روسیه است. این مسابقات با شرکت ۱۶ تیم برگزار می‌شود و در پایان هر فصل دو تیم قرار گرفته در ته جدول به دسته اول روسیه سقوط کرده و با دو تیم برتر دسته اول جایگزین می‌شوندآرتم دزوبا با۱۴۹گل زده در۳۹۰بازی بهترین گلزن تاریخ لیگ روسیه است وسردارآزمون با۸۴گل زده دربین پانزده گلزن برتراین مسابقات است و دربین بازیکنان خارجی شاغل درلیگ روسیه دررده دوم قراردارد.
اسپارتاک مسکو با ۱۰ قهرمانی موفق‌ترین تیم این مسابقات است. زسکا مسکو ۶بار و زنیت سن پترزبورگ۹بار، لوکوموتیو مسکو ۳ بار و آلانیا ولادی‌قفقاز ۱ بار، روبین کازان ۲ بار قهرمان این مسابقات شده‌اند. برخلاف دیگر لیگ‌های اروپایی بازی‌های لیگ برتر روسیه در فصل تابستان (از مارس تا نوامبر) برگزار می‌شود تا از بازی در هوای سرد و برفی خودداری شود. این لیگ ششمین لیگ معتبر فوتبال اروپا است و همچنین در رده هفتم بزرگ‌ترین لیگ‌های فوتبال جهان است.

## باشگاه‌های کنونی
تیم‌های زیر در فصل ۲۰۱۸–۱۹ رقابت می‌کنند:
| تیم                                | شهر            | ظرفیت                  | ورزشگاه |
| ---------------------------------- | -------------- | ---------------------- | ------- |
| باشگاه فوتبال احمد گروزنی          | گروزنی         | Akhmat-Arena           | 30,597  |
| باشگاه فوتبال آنژی مخاچ‌قلعه        | کاسپییسک       | Anzhi-Arena            | 26,500  |
| Yenisey Krasnoyarsk                | کراسنویارسک    | Tsentralny             | 22,500  |
| Arsenal Tula                       | تولا           | Arsenal Stadium        | 20,048  |
| باشگاه فوتبال زسکا مسکو            | مسکو           | VEB Arena              | 30,457  |
| باشگاه فوتبال دینامو مسکو          | مسکو           | VTB Arena              | 26,700  |
| باشگاه فوتبال کراسنودار            | کراسنودار      | Krasnodar Stadium      | 34,291  |
| باشگاه فوتبال لوکوموتیو مسکو       | مسکو           | آرزددی آرنا            | 27,320  |
| باشگاه فوتبال روستوف               | روستوف-نا-دونو | ورزشگاه روستوف آرنا    | 45,000  |
| باشگاه فوتبال روبین کازان          | قازان          | ورزشگاه کازان آرنا     | 45,093  |
| Orenburg                           | اورنبورگ       | Orenburg Stadium       | 7,520   |
| باشگاه فوتبال اسپارتاک مسکو        | مسکو           | ورزشگاه اوتکریتیه آرنا | 44,307  |
| باشگاه فوتبال کریلیا سووتوف سامارا | سامارا         | ورزشگاه کاسموس آرنا    | 44,918  |
| باشگاه فوتبال اوفا                 | اوفا           | Neftyanik Stadium      | 15,132  |
| باشگاه فوتبال اورال یکاترینبورگ    | یکاترینبورگ    | ورزشگاه مرکزی          | 35,696  |
| باشگاه فوتبال زنیت سن پترزبورگ     | سن پترزبورگ    | ورزشگاه کرستوفسکی      | 67,800  |

## باشگاه بر پایه عملکرد
| باشگاه                            | قهرمانی | نایب قهرمانی | مکان سوم | سال‌های قهرمانی                                                                     |
| --------------------------------- | ------- | ------------ | -------- | ---------------------------------------------------------------------------------- |
| اسپارتاک مسکو                     | ۱۰      | ۵            | ۳        | ۱۹۹۲, ۱۹۹۳, ۱۹۹۴, ۱۹۹۶, ۱۹۹۷, ۱۹۹۸, ۱۹۹۹, ۲۰۰۰, ۲۰۰۱، ۲۰۱۶–۱۷                      |
| زنیت سن پترزبورگ                  | ۱۰      | ۳            | ۴        | ۲۰۰۷, ۲۰۱۰, ۲۰۱۱–۱۲, ۲۰۱۴–۱۵, ۲۰۱۸–۱۹, ۲۰۱۹–۲۰, ۲۰۲۰–۲۱ ۲٠۲۱-۲۲ ۲٠۲۲-۲٠۲۳, ۲۰۲۳-۲۴ |
| زسکا مسکو                         | ۶       | ۸            | ۳        | ۲۰۰۳, ۲۰۰۵, ۲۰۰۶, ۲۰۱۲–۱۳, ۲۰۱۳–۱۴, ۲۰۱۵–۱۶                                        |
| باشگاه فوتبال لوکوموتیو مسکو      | ۳       | ۶            | ۵        | ۲۰۰۲, ۲۰۰۴, ۲۰۱۷–۱۸                                                                |
| باشگاه فوتبال روبین کازان         | ۲       | ۰            | ۲        | ۲۰۰۸, ۲۰۰۹                                                                         |
| باشگاه فوتبال اسپارتاک ولادی‌قفقاز | ۱       | ۲            | ۰        | ۱۹۹۵                                                                               |